# Misr Sulci
I Misr Sulci sono una struttura geologica della superficie di Encelado.